# ليونيل جيرارد
ليونيل جيرارد (بالفرنسية: Lionel Girard)‏ هو مجدف فرنسي، ولد في 29 أغسطس 1953.

## وصلات خارجية
- ليونيل جيرارد على موقع الاتحاد الدولي للتجديف (الإنجليزية)
- ليونيل جيرارد على موقع أوليمبيديا (الإنجليزية)